# Autoportrait (Fantin-Latour)
Pour les articles homonymes, voir Autoportrait (homonymie).
Autoportrait – ou Portrait de l'artiste âgé de 23 ans – est un tableau réalisé par le peintre français Henri Fantin-Latour en 1859. Cette huile sur toile est un autoportrait dans lequel le jeune homme se représente vêtu d'une chemise blanche, debout sur un fond noir, un pinceau à la main gauche. Premier envoi de l'artiste au Salon de peinture et de sculpture, l'œuvre n'y est pas admise. Elle est conservée au musée de Grenoble, à Grenoble, à la suite d'un don personnel du peintre en 1901.